# Ike & Tina Turner
Айк і Тіна Тернер (англ. Ike & Tina Turner) — американський дует, утворений наприкінці п'ятдесятих років у місті Сент-Луїс. До складу дуету входили: Айк Тернер (Ike Turner), справжнє ім'я Айзер Ластер Тернер молодший (Izear Luster Turner Jnr; 5 листопада 1931, Крексдейл, Міссісіпі, США) — гітара, фортепіано, вокал та Тіна Тернер (Tina Turner), справжнє ім'я Анна Мей Баллок (Anna Mae Bullock; 26 листопада 1938, Браунсвілл, Техас, США) — вокал.
Перед тим як сформувати свій перший гурт King Of Rhythm наприкінці сорокових років, Айк Тернер акомпанував на фортепіано Сонні Бой Вільямсу та Роберту Найтхоуку. 1950 року на музичному ринку з'явився дебютний сингл його гурту Kings of Rhyth «Rocket», який вважається першим в історії рок-н-рольним записом. Пізніше Тернер побічно стає ловцем молодих талантів у фірмі «Modern», допомагає зробити перші кроки таким зіркам, як Боббі «Блю» Бленд, Бі Бі Кінг, та Хоулін Уолф.
Після переїзду резиденції фірми до Сент-Луїз, склад Kings Of Rhythm поповнився співачкою госпел Анною Мей Баллок, яка під псевдонімом Літтл Енн (Little Ann) поступово почала грати першопланову роль у гурті, особливо після її шлюбу з Айком 1958 року. Через два роки з'явився перший сингл дуету. The Ike & Tina Turner Revue з повною експресії композицією «A Fool In Love». Ця пісня, що дала можливість цілком проявитись сильному голосу Тіни, починала серію чудових записів, найбільшого успіху з яких досягла пісня «It's Gonna Work Out Fine» 1961 року. Однак попри те, що концертні виступи дуету користувались великим успіхом, Айку та Тіні не вдалось завоювати такої ж популярності кількістю проданих своїх платівок. Дует почергово записувався на кількох фірмах: «Sue», «Kent» та «Loma». 1966 року композитор, аранжувальник та продюсер Філ Спектор, вражений силою та експресивністю голосу Тіни, запропонував дуету співпрацю з власною фірмою «Philles». Результатом цієї співпраці став сингл «River Deep Mountain High», який однак у США однак не набув популярності, хоч у Британії він досяг Тор 3. Американська невдача синглу деструктивно вплинула як на Спектора, так і на подальші роботи дуету, тому розчарований Айк Тернер вирішив змінити фірму.
1969 року Айк і Тіна взяли участь, як супроводжуючий гурт в американських гастролях The Rolling Stones, що дало дуету можливість виступити перед переважно білою аудиторією. Їхня версія твору з репертуару Джона Фогерті «Proud Mary» 1971 року здобула статус «золотої платівки», а автобіографічна композиція «Nutbush City Limits» 1973 року стала всесвітнім хітом. Надалі концерти дуету відвідувала велика кількість слухачів, хоча його стара формула та схематичність остаточно знищили оригінальність. Коли конфлікт між подружжям набрав великої сили, Айк і Тіна почали дедалі більше віддалятись один від одного у приватному житті. 1976 року під час турне доведена до відчаю Тіна остаточно залишає дует, а 1978 року розлучається з чоловіком.
Залежний від кокаїну Айк продовжував боротися з власними проблемами, а 1990 року навіть потрапив до в'язниці. Достроково звільнений 1991 року, він почав працювати над сценарієм автобіографічного телефільму. Його колишня дружина почала сольну кар'єру і зараз залишається дуже популярною співачкою.

## Дискографія
- 1960: The Soul Of ike & Tina Turner
- 1960: Dance With The Kings Of Rhythm
- 1961: The Sound Of Ike & Tina Turner
- 1961: Dance With ike & Tina Turner
- 1961: Dynamite
- 1961: Don't Play Me Cheap
- 1962: Festival Of Live Performances
- 1962: it's Gonna Work Out Fine
- 1964: Please Please Please
- 1964: The Soul Of Ike & Tina Turner
- 1964: Ike & Tina Turner Revue Live
- 1965: ike & Tina Turner Show
- 1966: River Deep, Mountain High
- 1968: So Fine
- 1969: Cussin' Cryin' & Carrying On
- 1969: Get It Together!
- 1969: Her Man, His Woman
- 1969: A Black Man's Soul
- 1969: Outta Season (Blue Thumb)
- 1969: The Hunter (Blue Thumb)
- 1969: In Person
- 1970: Come Together
- 1970: Workin' Together
- 1971: Live In Paris
- 1971: What You Hear Is What You Get — Live At Carnegie Hall
- 1971: Bad Dreams
- 1971: 'Nuff Said
- 1972: Feel Good
- 1972: Ike & Tina Turner's Greatest Hits
- 1972: Let Me Touch Your Mind
- 1973: The World Of Ike & Tina Turner
- 1973: Nutbush City Limits
- 1974: Strange Fruit
- 1974: Sweet Island Rhode Red
- 1974: Gospel According To Ike & Tina
- 1977: Delilah's Power
- 1978: Airwaves
- 1978: Love Explosion
- 1984: Tough Enough
- 1987: The Ike & Tina Turner Sessions
- 1987: The Best Of Ike & Tina Turner
- 1988: Fingerpoppin' — The Warner Brothers Years
- 1991: Best Of Ike & Tina Turner

### Ike Turner (вибірково)
- 1972: Blues Roots
- 1978: I'm Tore Up

### The Kings of Rhythm
- 1984: Hey Key
- 1986: Rockin' Blues
- 1988: Ike Turner & His Kings Of Rhythm Volums 1 & 2
- 1988: Talent Scout Blues